# Liste des US Routes au Wisconsin
Les US Routes au Wisconsin font partie du réseau des US Routes. Celles-ci sont entretenues par le Wisconsin Department of Transportation (WisDOT). 

## Liste
| Numéro | Longueur (mi) | Longueur (km) | Terminus sud / ouest                                                                                  | Terminus nord / est                                                                                    | Créée | Notes                                                              |
| ------ | ------------- | ------------- | --- | --- | ----- | ------------------------------------------------------------------ |
| US 2   | 118,95        | 191,43        | US 2 à la frontière du Minnesota à Superior US 2 / US 141 à la frontière du Michigan près de Florence | US 2 à la frontière du Michigan à Hurley US 2 / US 141 à la frontière du Michigan près de Spread Eagle | 1926  |                                                                    |
| US 8   | 255,55        | 411,27        | US 8 à la frontière du Minnesota à St. Croix Falls                                                    | US 8 à la frontière du Michigan près de Niagara                                                        | 1926  |                                                                    |
| US 10  | 294,01        | 473,16        | US 10 à la frontière du Minnesota à Prescott                                                          | Traversier SS Badger à Manitowoc                                                                       | 1926  | Traverse le Lac Michigan pour entrer au Michigan via le traversier |
| US 12  | 339,40        | 546,21        | I-94 / US 12 à la frontière du Minnesota à Hudson                                                     | US 12 à la frontière de l'Illinois à Genoa City                                                        | 1926  |                                                                    |
| US 14  | 198,49        | 319,44        | US 14 / US 61 à la frontière du Minnesota à La Crosse                                                 | US 14 à la frontière de l'Illinois à Walworth                                                          | 1926  |                                                                    |
| US 18  | 182,16        | 293,16        | US 18 à la frontière de l'Iowa à Prairie du Chien                                                     | Lincoln Memorial Drive à Milwaukee                                                                     | 1926  |                                                                    |
| US 41  | 300,00        | 480,00        | I-41 / I-94 / US 41 à la frontière de l'Illinois à Pleasant Prairie                                   | US 41 à la frontière du Michigan à Marinette                                                           | 1926  |                                                                    |
| US 45  | 305,00        | 491,00        | US 45 à la frontière de l'Illinois près de Bristol                                                    | US 45 à la frontière du Michigan près de Land O'Lakes                                                  | 1935  |                                                                    |
| US 51  | 316,51        | 509,37        | I-39 / I-90 / US 51 à la frontière de l'Illinois à Beloit                                             | US 2 à Hurley                                                                                          | 1926  |                                                                    |
| US 53  | 239,00        | 385,00        | US 14 / US 61 / WIS 35 à La Crosse                                                                    | I-535 / US 53 à la frontière du Minnesota à Superior                                                   | 1926  |                                                                    |
| US 61  | 120,00        | 190,00        | US 61 / US 151 à la frontière de l'Iowa près de Kieler                                                | US 14 / US 61 à la frontière du Minnesota à La Crosse                                                  | 1926  |                                                                    |
| US 63  | 182           | 293           | US 63 à la frontière du Minnesota à Hager City                                                        | US 2 près de Benoit                                                                                    | 1926  |                                                                    |
| US 141 | 117,33        | 188,82        | I-43 à Bellevue US 2 / US 141 à la frontière du Michigan près de Spread Eagle                         | US 141 à la frontière du Michigan à Niagara US 2 / US 141 à la frontière du Michigan près de Florence  | 1926  |                                                                    |
| US 151 | 337,00        | 542,00        | US 61 / US 151 à la frontière de l'Iowa près de Kieler                                                | US 10 à Manitowoc                                                                                      | 1926  |                                                                    |
|        |               |               | | |       |                                                                    |